# نضال السعدي
نضال السعدي (1988 -) هو ممثل مسرحي وتلفزيوني وسينمائي ومذيع تونسي قدم عدة مسرحيات ومثل في مسلسل أولاد مفيدة ويقدم البرنامج الأسبوعي «نهار الاحد مايهمك في حد» في قناة الحوار التونسي وحصل على جائزة أحسن ممثل في المهرجان الدولي للفيلم بمراكش في 2018 عن دوره في فيلم “في عينيا” لنجيب بلقاضي.

## النشأة والمسيرة
مثل في مسلسل أولاد مفيدة في قناة الحوار التونسي في أجزاءه الأول والثاني والثالث والرابع في دور «بيرم». ومثل في 2018 في فيلم «في عينيا» الذي أخرجه نجيب بلقاضي في دور «لطفي» وأحرز من خلاله جائزة أحسن ممثل في المهرجان الدولي للفيلم بمراكش في نفس السنة.

## الجوائز
- أحسن ممثل، المهرجان الدولي للفيلم بمراكش، عن دوره في فيلم “في عينيا” لنجيب بلقاضي، 2018

## أعماله

### من أعمال التلفزيون
| السنة | اسم المسلسل          | الشخصية |
| ----- | -------------------- | ------- |
| 2014  | مكتوب (الجزء الرابع) | شمس     |
| 2015  | أولاد مفيدة          | بيرم    |
| 2021  | الفوندو              | يحيى    |
| 2023  | فلوجة                | إبراهيم |
| 2023  | الأختيار الأول       | داني    |

### من أعمال السينما
| سنة الإنتاج | الفيلم   | نوعه  | الشخصية |
| ----------- | -------- | ----- | ------- |
| 2018        | في عينيّا | دراما | لطفي    |

### البرامج تلفزيونية
| سنة الإنتاج | اسم البرنامج             | عرض على        |
| ----------- | ------------------------ | -------------- |
| 2017-       | نهار الأحد ما يهمك في حد | الحوار التونسي |

### الظهور الإعلامي
- 360 درجة، الحوار التونسي

## وصلات خارجية
السعدي في قاعدة بيانات الأفلام العربية